# Amyema haenkeana
Amyema haenkeana är en tvåhjärtbladig växtart som först beskrevs av Schult., och fick sitt nu gällande namn av Danser. Amyema haenkeana ingår i släktet Amyema och familjen Loranthaceae. Inga underarter finns listade i Catalogue of Life.